# José Merchán
José María Merchán Illanes (Sevilla, 7 de julio de 1976) es un deportista español que compitió en triatlón.
Ganó una medalla de plata en el Campeonato Mundial por Relevos de 2003. Participó en los Juegos Olímpicos de Sídney 2000, en la prueba masculina.

## Palmarés internacional
| Campeonato Mundial por Relevos | Campeonato Mundial por Relevos | Campeonato Mundial por Relevos | Campeonato Mundial por Relevos |
| Año                            | Lugar                          | Medalla                        | Prueba                         |
| ------------------------------ | ------------------------------ | ------------------------------ | ------------------------------ |
| 2003                           | Tiszaújváros (Hungría)         | Medalla de plata               | Relevos                        |